# Helene Oldenburg
Helene Maria Anna Oldenburg (* 25. Mai 1868 in Mank als Helene Maria Anna Aichinger; † 20. Juni 1922 in Wien) war eine österreichische Afrikaforscherin, Autorin und Fotografin.

## Leben
Oldenburg, als Tochter eines Notars geboren, war Lehrerin und heiratete am 28. August 1904 Rudolf Oldenburg in Wien. Wenige Tage später reiste sie mit ihm in das damalige Französisch-Guinea (heute: Guinea), wo ihr Ehemann zu dieser Zeit arbeitete. Im Jahr 1907 zogen sie nach Kamerun um, wo Rudolf Oldenburg im Auftrag der Deutschen Kamerun-Gesellschaft tätig war.
Auf Anregung des Ethnografen Rudolf Pöch legten Helene Oldenburg und ihr Mann eine große Sammlung ethnografischen Fotografien und Objekten aus Westafrika an, wie etwa Skelette, Abgüsse und Tieren. Außerdem beschrieb Oldenburg ihre Reisen auch in Texten. Im Jahr 1913 kehrten Helene und Rudolf Oldenburg nach Wien zurück, wo sie bis zu ihrem Tod lebten. Helene Oldenburg starb am 20. Juni 1922 infolge einer Malaria-Erkrankung.